# Katrin Kogman-Appel
Katrin Kogman-Appel (* 10. August 1958 in Wien) ist eine österreichische Kunsthistorikerin und Judaistin.

## Leben
Katrin Kogman-Appel wurde 1993 an der Hebräischen Universität Jerusalem in jüdischer Kunstgeschichte promoviert. Zuvor hatte sie an der Universität Wien Judaistik und Geschichte studiert und war dort 1982/83 Assistentin am Institut für Judaistik. Sie lehrte an der Hebräischen Universität in Jerusalem (Junior Lecturer 1985 bis 1993) und an der University of Pittsburgh (1995/96) sowie an der Universidad Hebraica in Mexiko, bevor sie 1996 Lecturer an der Ben-Gurion-Universität im Negev wurde. 2005 wurde sie Associate Professor und 2011 erhielt sie eine volle Professur und hatte die Evelyn Metz Memorial Forschungsprofessur inne. 2015 trat sie eine Humboldt-Professur an der Universität Münster an.
Sie befasst sich mit jüdischer Kultur- und Kunstgeschichte des Mittelalters und was jüdische Buchmalerei über das religiöse und kulturelle Leben der Juden des Mittelalters aussagt. Unter anderem schrieb sie eine Monographie über den Machsor Lipsiae.
Sie ist in der Redaktion von Ars Judaica, war 2015 Fellow am Institute for Advanced Studies der Hebräischen Universität in Jerusalem und war 1993/94 Herodotos Fellow am Institute for Advanced Study in Princeton, NJ. Sie ist, unter anderem, Mitglied der Medieval Academy of America und der European Association of Jewish Studies. Seit Oktober 2023 amtiert sie als erste Vorsitzende des Fachverbandes Judaistik, Jüdische Studien und Jüdische Theologie in Deutschland. 2024 wurde sie zum Mitglied der Nordrhein-Westfälischen Akademie der Wissenschaften und der Künste gewählt.

## Schriften (Auswahl)
- Die Zweite Nürnberger und die Jehuda Haggada. Jüdische Künstler zwischen Tradition und Fortschritt (= Judentum und Umwelt. Bd. 69). Peter Lang, Frankfurt am Main 1999, ISBN 3-631-34351-5.
- Illuminated Haggadot from Medieval Spain: Biblical Imagery and the Passover Holiday. Pennsylvania State University Press 2006.
- mit David Stern: The Washington Haggadah. A Fifteenth-Century Manuscript from the Library of Congress. Harvard University Press, Cambridge, Mass. 2011.
- Jewish Book Art Between Islam and Christianity: The Decoration of Hebrew Bibles in Spain. Brill, Leiden 2004
- A Mahzor from Worms. Art and Religion in a Medieval Jewish Community. Harvard University Press, Cambridge, Mass. 2012.
- Catalan Maps and Jewish Books: The Intellectual Profile of Elisha ben Abraham Cresques (1325-1387). Brepols, Tunhout 2020.